# Jamie Chung
Jamie Chung, tên đầy đủ là Jamie Jilynn Chung (sinh ngày 10 tháng 4 năm 1983), là một nữ diễn viên, blogger và cựu ngôi sao truyền hình thực tế người Mỹ. Cô được khán giả biết đến qua vai diễn trong loạt phim The Real World: San Diego của kênh MTV và phần tiếp theo là Real World/Road Rules Challenge: The Inferno II. Cô được xem là có sự nghiệp thành công nhất từ dàn diễn viên của The Real World.
Cô tiếp tục tham gia diễn xuất và được biết đến qua những vai diễn trong phim Dragonball Evolution, Grown Ups, Premium Rush, Sorority Row, The Hangover phần 2, Sucker Punch, và Big Hero 6 và là diễn viên chính của loạt phim Samurai Girls của đài ABC Family. Jamie cũng nhận được nhiều khen ngợi cho vai chính trong bộ phim độc lập kinh phí về chủ đề buôn người tên Eden. Năm 2017, cô nhận vai Claric Fonk/Blink trong loạt phim siêu anh hùng The Gifted trên kênh Fox.
Từ năm 2012, Jamie xuất hiện trong loạt phim Ngày xửa ngày xưa của đài ABC trong vai Mộc Lan. Cô cũng ra mắt blog thời trang riêng mình tên What the Chung?.

## Thời thơ ấu
Cô tên đầy đủ là Jamie Jilynn Chung, sinh ngày 10 tháng 4 năm 1983 tại San Francisco, California. Cô và chị gái là người Mỹ gốc Hàn, thế hệ thứ hai, được nuôi dưỡng bởi cặp cha mẹ "truyền thống" di cư đến Mỹ vào năm 1980, và điều hành một nhà hàng hamburger. Sau khi tốt nghiệp trường trung học Lowell vào năm 2001, Jamie đã theo học và tốt nghiệp Đại học California, Riverside với bằng Cử nhân kinh tế vào năm 2005. Cô là một thành viên của Kappa Kappa Gamma Sorority.

## Sự nghiệp truyền hình thực tế
Jamie Chung là một trong các diễn viên của The Real World: San Diego, đây là phần thứ 14 thuộc series dài tập The Real World của kênh MTV được phát sóng vào năm 2004. Lúc được chọn để tham gia The Real World: San Diego, kênh MTV mô tả Jamie là một sinh viên chăm chỉ làm hai công việc để trả tiền học phí nhưng đồng thời cũng thích tiệc tùng. Bạn bè cô cũng mô tả là cô không có khiếu lựa đàn ông cho lắm.
Sau khi xuất hiện trong The Real World, cô cũng tham gia gameshow dựa theo chương trình trong nhóm Good Guys. Vào cuối mùa của loạt phim, một loạt thành viên bị loại nhưng Jamie vẫn còn trụ lại cùng với các thành viên của nhóm Good Guys là Darrell Taylor, Landon Lueck, và Mike Mizanin. Jamie cùng đồng đội của mình chiến thắng các thành viên còn lại của nhóm Bad Asses trong phần cuối cùng và nhận giải chung cuộc.

## Sự nghiệp diễn xuất
Sau khi xuất hiện trong The Real World, Jamie bắt đầu sự nghiệp diễn xuất với hàng loạt vai diễn nhỏ trong phim điện ảnh và phim truyền hình bao gồm vai Cordy Han trong 10 tập của Days of Our Lives, và vai Hooters Girl trong bộ phim hài năm 2007 I Now Pronounce You Chuck and Larry và vài tập của CSI: NY và Veronica Mars.
Một trong những vai diễn trong clip ca nhạc đầu tiên của Jamie là trong clip ca nhạc "Umbrella" của Rihanna, trong vai đứng kế Jay-Z. Clip ca nhạc được phát hành vào ngày 26 tháng 4 năm 2007. Năm 2008, Jamie có được vai diễn dài hơi đầu tiên trong loạt phim Samurai Girls của đài ABC Family.
Jamie cũng tham gia phim Sorority Row năm 2009 và Dragonball Evolution trong vai Chi-Chi - người yêu của Son Goku, cũng như vai chính trong phần phim Burning Palms. Jamie cũng tham gia bộ phim Princess Protection Program của kênh Disney cùng với Demi Lovato và Selena Gomez. Cô cũng tham gia bộ phim hài năm 2010 Grown Ups và bộ phim hành động năm 2012 The Man with the Iron Fists.
Tháng 3 năm 2011, Jamie đóng vai Amber trong bộ phim viễn tưởng hành động Sucker Punch do Zack Snyder đạo diễn. Để hoàn thành vai diễn này cô phải theo khóa huấn luyện của Navy SEALS và làm việc với các diễn viên đóng thế và võ thuật từng làm việc với Zack Snyder trong những bộ phim trước đó bao gồm 300 và Watchmen. Jamie phát biểu trong một bài phỏng vấn rằng cô lo lắng về việc phải hát trong bộ phim hơn, "Tôi không hay hát lắm. Tôi vẫn cố gắng tập luyện nhưng không có nghĩa tôi là người gốc Hàn thì tôi phải biết hát karaoke". Sau đó cô cũng lồng tiếng cho nhân vật Aimi Yoshida trong video game X-Men: Destiny được phát hành vào tháng 9.
Năm 2012, Jamie có được vai diễn quan trọng đầu tiên trong bộ phim Premium Rush do David Koepp đạo diễn. Cùng năm đó, cô cũng đóng vai chính trong bộ phim độc lập Eden, trong phim cô đóng vai một cô gái người Mỹ gốc Hàn bị bắt cóc và bị lừa vào nhà chứa thông qua đường dây buôn người ở Mỹ. Từ năm 2012, cô đóng vai Mộc Lan trong loạt phim Ngày xửa ngày xưa.
Năm 2014, Jamie tham gia phim Sin City: A Dame to Kill For, ra mắt vào tháng 8. Cô cũng lồng tiếng cho nhân vật GoGo Tomato trong bộ phim Big Hero 6 của Disney được ra mắt vào tháng 10 cùng năm, bộ phim thắng Giải Oscar cho hạng mục Phim hoạt hình xuất sắc nhất.
Jamie cùng hôn phu ở thời điểm đó là Bryan Greenberg cùng tham gia bộ phim Already Tomorrow in Hongkong trong vai một cặp tình nhân gặp nhau ở Hồng Kông, phim được ra mắt vào tháng 2 năm 2015.
Tháng 3 năm 2016, Jamie được chọn vào vai luật sư biện hộ Lana Harris trong bộ phim hình sự có độ dài 1 tiếng tên Miranda's Right, nhưng loạt phim bị dừng sản xuất sau khi tập đầu tiên ra mắt do đài NBC không thấy tiềm năng.
Jamie cũng đóng vai Blink trong bộ phim siêu anh hùng The Gifted trên kênh FOX được ra mắt vào tháng 10 năm 2017. Cô đóng vai thời trẻ của nhân vật do Phạm Băng Băng thủ vai trong bộ phim X-Men: Days of Future Past ra mắt năm 2014. Nói về vai diễn Blink, Jamie nhận xét "Blink không muốn trở thành anh hùng nhưng cô ấy lại sống trong một nơi mà những người đột biến bị coi thường và bắt nạt" và nói thêm là cô "chưa phô diễn hết khả năng của mình" giống như phần diễn xuất của Phạm Băng Băng. Sau đó là công chiếu loạt phim Big Hero 6 trên kênh Disney XD, trong phim Jamie tiếp tục lồng tiếng cho nhân vật GoGo Tomato.

## Những dự án khác
Jamie Chung là một người hoạt động thường xuyên trong giới thời trang bằng cách chia sẻ những kiến thức và lời khuyên về ẩm thực, du lịch trong blog What the Chung? của mình.

## Giải thưởng và công nhận
Ngày 2 tháng 4 năm 2009, Jamie Chung thắng giải Sao nữ xuất sắc của Giải Tomorrow tại lễ thưởng thương mại ShoWest năm 2009 cùng với bạn diễn trong phim Sorority Row.
Tại Liên hoan phim Quốc tế Seattle 2012, Jamie thắng giải Nữ diễn viên xuất sắc thuộc Giải Golden Space Needle cho vai diễn trong phim Eden.

## Đời tư
Năm 2013, Jamie chuyển đến sống ở Manhattan.
Jamie bắt đầu hẹn hò diễn viên kiêm nhạc sĩ Bryan Greenberg vào đầu năm 2012. Cả hai đính hôn vào tháng 12 năm 2013. Trong chuyến về thăm quê nhà của Jamie ở San Francisco, Bryan đã cầu hôn Jamie bằng một bài hát tự sáng tác. Cả hai kết hôn vào tháng 10 năm 2015 tại Khu nghỉ dưỡng El Capitan Canyon ở Santa Barbara, California. Lễ cưới kéo dài 3 ngày trùng với dịp lễ Halloween vì thế khách mời được yêu cầu hóa trang, sau đó là lễ kết hôn vào ngày 31 tháng 10 nơi mà Jamie và Bryan trao lời thề nguyện.
Vào ngày 24 tháng 10 năm 2021, cô sinh đôi.